# Slash (álbum)
Slash é o primeiro álbum solo de Slash, um dos membros fundadores do Guns N' Roses e ex-guitarrista do Velvet Revolver. O álbum foi produzido por Eric Valentine e apresenta vários músicos, incluindo quatro dos cinco membros da era Appetite for Destruction do Guns N' Roses: Slash, Izzy Stradlin, Duff McKagan e Steven Adler. Axl Rose é o único membro da formação que não participa em Slash.

## Composição e produção
Em sua autobiografia de 2007 Slash falou que estava planeando um álbum solo que seria chamado de Slash & Friends, mas que foi depois simplificado para apenas Slash, e em 16 de janeiro de 2010 Slash fez uma aparição no show da NAMM (National Association of Music Merchants) onde foi anunciado que o seu primeiro álbum solo seria lançado na América do Norte em 6 de abril.
Slash foi o principal compositor de todas as faixas apesar de ter recebido apoio de diversos músicos que ajudaram a escrever as faixas em que eles mesmos cantaram. A faixa de abertura, "Ghost" (fantasma, em inglês) fala do próprio rock 'n' roll, que esta quase morto hoje em dia. "Crucify the Dead" é um música ambígua, pois Ozzy diz que essa música traduz o que Slash gostaria de dizer para Axl Rose, mas Slash nega dizendo que a letra simplesmente fala de músicos que não se dão bem entre sí. "Beautiful Dangerous" foi escrita para uma voz feminina, pois fala de como a beleza de uma mulher engana as pessoas e pode manipular os homens. Outras faixas como "Back from Cali", "Starlight" e "Gotten" possuem influências simples e falam de coisas como desilusões, esperança e fama.
Em 19 de janeiro de 2010 Slash juntou-se ao projeto do Linkin Park, Music for Relief, junto com outros artistas e doou uma faixa inédita para ajudar as vítimas da tragédia do terremoto que atingiu o Haiti em 12 de janeiro de 2010; a canção escolhida foi "Mother Maria" com o vocal de Beth Hart. Em 1 de fevereiro de 2010 a Ultimate-Guitar.com revelou a lista de faixas e a arte de capa do álbum, produzida a partir de uma pintura de Ron English, um proeminente artista surrealista e amigo de Slash. Os cantores que participaram da gravação do álbum foram muitos e diversos estilos, como Ozzy Osbourne em "Crucify the Dead", Fergie em "Beautiful Dangerous", M. Shadows em "Nothing to Say", Myles Kennedy em "Back from Cali" e "Starlight" e muitos outros; além disso também participaram do álbuns músicos em diferentes instrumentos, como o baixistas Duff McKagan em "Watch This" e Lemmy Kilmister em "Doctor Alibi".

## Crítica e Recepção
| Críticas profissionais | Críticas profissionais |
| Pontuações agregadas   | Pontuações agregadas   |
| Fonte                  | Avaliação              |
| ---------------------- | ---------------------- |
| Metacritic             | (56/100)               |
| Avaliações da crítica  |                        |
| Fonte                  | Avaliação              |
| Allmusic               | [ 5 ]                  |
| Los Angeles Times      | [ 6 ]                  |
| About.com              | [ 7 ]                  |
| MusicOMH               | [ 8 ]                  |
| Classic Rock           | [ 9 ]                  |
| Ultimate Guitar        | [ 10 ]                 |
| PopMatters             | [ 11 ]                 |
| Futuretunez            | [ 12 ]                 |
| NOW                    | [ 13 ]                 |
| Billboard              | (73/100)               |

Após lançado, Slash entrou na Billboard 200 no número 3 com 61.000 cópias vendidas na primeira semana. O álbum também estreou no número um no Canadá, Áustria, Nova Zelândia e Suécia, enquanto ele também entrou no top 20 na Alemanha, Finlândia, Austrália, França, Noruega, Polônia e Suíça.
O álbum recebeu críticas mistas em geral positivas, recebendo um fora de 56/100 ("Pontuações agregadas") da Metacritic.   Mas recebeu também críticas negativas como da Los Angeles Times, que deu avaliação de 2/5. A AllMusic deu a mesma avaliação, recomendando as canções "Ghost", "Beautiful Dangerous" e "Watch This".

## World Tour 2010/2011
Em 4 de fevereiro de 2010, Slash anunciou através de um blog que "Myles Kennedy vai ser o vocalista da banda para a próxima turnê. Algo que eu estou realmente feliz sobre. Myles cantou uma faixa matadora no álbum e eu acho que ele é, de longe, um dos melhores cantores de Rock & Roll existentes atualmente. Eu estou muito honrado e orgulhoso de estar a trabalhar com ele." As datas de shows e informações sobre ingressos ainda não foram actualmente informadas, mas o guitarrista confirmou, via Twitter, que estava em conversações com Andy Copping, o promoter do Download Festival da Inglaterra, sobre uma aparição com Kennedy e o resto da banda da turnê pelo festival. Slash confirmou que ele não vai apenas tocar o seu material solo, mas também músicas do Guns N' Roses ("Civil War", entre outras), Velvet Revolver, e Slash's Snakepit, bem como Alter Bridge e material solo de Myles Kennedy.
Em 10 de março de 2010, Slash anunciou a line-up completa para a próxima turnê, além de Myles Kennedy e ele próprio: Bobby Schneck (Slash's Blues Ball, Aerosmith) na guitarra rítmica, Henning Dave (Big Wreck) no baixo e Brent Fitz (Alice Cooper) na bateria. Ele então anunciou via Twitter que Todd Kerns (Age of Electric, Static in Stereo, Sin City Sinners) estaria tocando o baixo na turnê, em vez de Dave Henning.
Slash tocou "By the Sword" no Lopez Tonight em 9 de abril de 2010 e "Back from Cali" no show em 12 de abril. Slash e Adam Levine tocaram "Gotten" no The Ellen DeGeneres Show em 11 de maio.

## Lista de canções - Standard
| N.º | Título                                       | Compositor(es)                | Duração |  |
| 1.  | "Ghost" (com Ian Astbury & Izzy Stradlin)    | Slash, Ian Astbury            | 3:34    |  |
| 2.  | "Crucify the Dead" (com Ozzy Osbourne)       | Slash, Ozzy Osbourne          | 4:04    |  |
| 3.  | "Beautiful Dangerous" (com Fergie)           | Slash, Fergie                 | 4:41    |  |
| 4.  | "Back from Cali" (com Myles Kennedy)         | Slash, Myles Kennedy          | 3:35    |  |
| 5.  | "Promise" (com Chris Cornell)                | Slash, Chris Cornell          | 4:41    |  |
| 6.  | "By the Sword" (com Andrew Stockdale)        | Slash, Andrew Stockdale       | 4:50    |  |
| 7.  | "Gotten" (com Adam Levine)                   | Slash, Adam Levine            | 5:05    |  |
| 8.  | "Doctor Alibi" (com Lemmy)                   | Slash, Ian "Lemmy" Kilmister  | 3:07    |  |
| 9.  | "Watch This" (com Dave Grohl & Duff McKagan) | Slash                         | 3:46    |  |
| 10. | "I Hold On" (com Kid Rock)                   | Slash, Kid Rock, Marlon Young | 4:10    |  |
| 11. | "Nothing to Say" (com M. Shadows)            | Slash, M. Shadows             | 5:27    |  |
| 12. | "Starlight" (com Myles Kennedy)              | Slash, Myles Kennedy          | 5:25    |  |
| 13. | "Saint is a Sinner Too" (com Rocco DeLuca)   | Slash, Rocco DeLuca           | 3:28    |  |
| 14. | "We're All Gonna Die" (feat. Iggy Pop)       | Slash, Iggy Pop               | 4:30    |  |

### Versão australiana do iTunes
- 15. Chains and Shackles (com Nick Oliveri)
- 16. Paradise City (com Cypress Hill & Fergie)

### Versão iTunes
- 15. Mother Maria (com Beth Hart)
- 16. Sahara (English Version) (com Koshi Inaba)

### Best Buy Exclusive/Napster/Brazilian version
- 15. Paradise City (com Cypress Hill & Fergie)
- 16. Baby Can't Drive (com Alice Cooper, Nicole Scherzinger, Steven Adler & Flea)

### Classic Rock Slashpack Edition
- 15. Baby Can't Drive (com Alice Cooper, Nicole Scherzinger, Steven Adler & Flea)

## Créditos
| Artista        | Instrumento(s)   | Música(s)                                                    |
| -------------- | ---------------- | ------------------------------------------------------------ |
| Izzy Stradlin  | Guitarra rítmica | "Ghost"                                                      |
| Taylor Hawkins | Backing vocals   | "Crucify the Dead"                                           |
| Kevin Churko   | Backing vocals   | "Crucify the Dead"                                           |
| Joe Sandt      | Cravo            | "Promise"                                                    |
| Deron Johnson  | Órgão            | "Gotten"                                                     |
| Anton Patzner  | Violino / viola  | "Gotten"                                                     |
| Mark Robertson | Violin           | "Gotten"                                                     |
| Alyssa Park    | Violin           | "Gotten"                                                     |
| Julie Rogers   | Violin           | "Gotten"                                                     |
| Sam Fischer    | Violin           | "Gotten"                                                     |
| Grace Oh       | Violin           | "Gotten"                                                     |
| Songa Lee      | Violin           | "Gotten"                                                     |
| Maia Jasper    | Violin           | "Gotten"                                                     |
| Lisa Liu       | Violin           | "Gotten"                                                     |
| Steve Ferrone  | Bateria          | "Starlight"                                                  |
| Steven Adler   | Bateria          | "Baby Can't Drive"                                           |
| Flea           | Baixo            | "Baby Can't Drive"                                           |
| Franky Perez   | Backing vocals   | "Paradise City"                                              |
| Bobby Schneck  | Guitarra rítmica | "Watch This" (versão ao vivo) / "Nightrain" (versão ao vivo) |
| Todd Kerns     | Baixo            | "Watch This" (versão ao vivo) / "Nightrain" (versão ao vivo) |
| Brent Fitz     | Bateria          | "Watch This" (versão ao vivo) / "Nightrain" (versão ao vivo) |

| Artista            | Instrumento(s)     | Música(s) |
| ------------------ | ------------------ | --- |
| Ian Astbury        | Vocais / percussão | "Ghost" |
| Ozzy Osbourne      | Vocais             | "Crucify the Dead" |
| Fergie             | Vocais             | "Beautiful Dangerous" / "Paradise City" |
| Myles Kennedy      | Vocais             | "Back from Cali" / "Starlight" / "Back from Cali" (versão acústica) / "Fall to Pieces" (versão acústica) / "Sweet Child o' Mine" (versão acústica) / "Nightrain" (versão ao vivo) |
| Chris Cornell      | Vocais             | "Promise" |
| Andrew Stockdale   | Vocais             | "By the Sword" |
| Adam Levine        | Vocais             | "Gotten" |
| Lemmy Kilmister    | Vocais / baixo     | "Doctor Alibi" |
| Dave Grohl         | Bateria            | "Watch This" |
| Duff McKagan       | Baixo / coro       | "Watch This" |
| Kid Rock           | Vocais / produção  | "I Hold On" |
| M. Shadows         | Vocais             | "Nothing to Say" |
| Rocco DeLuca       | Vocais             | "Saint Is a Sinner Too" |
| Iggy Pop           | Vocais             | "We're All Gonna Die" |
| Koshi Inaba        | Vocais             | "Sahara" |
| Nick Oliveri       | Vocais / baixo     | "Chains and Shackles" |
| Cypress Hill       | Vocais             | "Paradise City" |
| Beth Hart          | Vocais             | "Mother Maria" |
| Alice Cooper       | Vocais             | "Baby Can't Drive" |
| Nicole Scherzinger | Vocais             | "Baby Can't Drive" |
| Myles Kennedy      | Guitarra rítmica   | "Back from Cali" (versão acústica) / "Fall to Pieces" (versão acústica) / "Sweet Child o' Mine" (versão acústica) / "Watch This" (versão ao vivo)                                 |

| País           | Parada                                  | Melhor posição |
| -------------- | --------------------------------------- | -------------- |
| Alemanha       | Media Control Charts                    | 4              |
| Austrália      | ARIA Charts                             | 3              |
| Áustria        | Top 40 Albums                           | 1              |
| Bélgica        | Ultratop (Flanders) Ultratop (Wallonia) | 38 18          |
| Canadá         | Canadian Albums Chart                   | 1              |
| Dinamarca      | Tracklisten                             | 4              |
| Espanha        | Spanish Albums Chart                    | 26             |
| Estados Unidos | Top Hard Rock Billboard Top 200         | 1 3            |
| Finlândia      | Finnish Albums Chart                    | 2              |
| França         | French Albums Chart                     | 17             |
| Grécia         | Greek Albums Chart                      | 2              |
| Hungria        | Hungarian Albums Chart                  | 12             |
| Itália         | Italian Albums Chart                    | 6              |